# Finale della Coppa UEFA 2006-2007
La finale della 36ª edizione della Coppa UEFA si è disputata il 16 maggio 2007 all'Hampden Park di Glasgow tra due compagini iberiche, l'Espanyol e il Siviglia.
L'incontro, arbitrato dallo svizzero Massimo Busacca, ha visto la vittoria degli andalusi che si sono imposti ai calci di rigore per 3-1 sui catalani, dopo che i tempi supplementari si erano conclusi sul 2-2, conquistando il trofeo per la seconda volta consecutiva. Il Siviglia ha così ottenuto il diritto di affrontare i vincitori della UEFA Champions League 2006-2007, gli italiani del Milan, nella Supercoppa UEFA 2007.
Per la prima volta nella storia della competizione si sono affrontate nell'atto conclusivo due squadre spagnole, e per la settima volta si è trattato di uno scontro tra due club della stessa nazione.

## Le squadre
| Squadre  | Partecipazioni precedenti (il grassetto indica la vittoria) |
| -------- | ----------------------------------------------------------- |
| Espanyol | 1 (1988)                                                    |
| Siviglia | 1 (2006)                                                    |

## Il cammino verso la finale
L'Espanyol di Ernesto Valverde esordisce nel turno preliminare contro gli slovacchi dell'Artmedia Bratislava, che vengono eliminati con un risultato complessivo di 5-3 tra andata e ritorno. I catalani vengono poi inseriti nel Gruppo F insieme agli olandesi dell'Ajax, ai belgi dello Zulte Waregem, ai cechi dello Sparta Praga e agli austriaci dell'Austria Vienna, classificandosi al primo posto del girone con 12 punti conquistati, frutto di sole vittorie. Nei sedicesimi l'urna di Montecarlo sorteggia gli italiani del Livorno, che vengono battuti con un aggregato totale di 4-1 nel doppio confronto. Agli ottavi di finale gli israeliani del Maccabi Haifa vengono travolti per 4-0 in Spagna, dopo che l'andata in Israele si era conclusa a reti inviolate. Ai quarti i portoghesi del Benfica vengono prima sconfitti 3-2 al Lluís Companys e poi fermati sullo 0-0 all'Estádio da Luz. In semifinale i tedeschi del Werder Brema capitolano in entrambi i match, 3-0 a Barcellona con reti di Hurtado, Pandiani e Coro e 2-1 a Brema con gol di Lacruz e dello stesso Coro, per un computo totale di 5-2. I Blanquiazules raggiungono per la seconda volta la finale della competizione, a distanza di diciannove anni dall'ultima disputata.
Il Siviglia di Juande Ramos, campione uscente, esordisce nel turno preliminare contro i greci dell'Atromitos, che vengono eliminati con un risultato complessivo di 6-1 tra andata e ritorno. Gli andalusi vengono poi inseriti nel Gruppo C insieme agli olandesi dell'AZ Alkmaar, ai portoghesi del Braga, ai cechi dello Slovan Liberec e agli svizzeri del Grasshoppers, classificandosi al secondo posto del girone, alle spalle dell'AZ, con 7 punti conquistati frutto di due vittorie, un pari e una sconfitta. Nei sedicesimi i rumeni dello Steaua Bucarest vengono sconfitti in entrambi i match, 2-0 in Romania con rete di Poulsen e rigore di Kanouté e 1-0 in Spagna con gol di Keržakov. Agli ottavi di finale gli ucraini dello Šachtar, dopo aver pareggiato 2-2 al Ramón Sánchez-Pizjuán, vengono fermati col medesimo risultato all'Olimpijs'kyj grazie all'incredibile rete allo scadere del portiere Palop, che segna con un colpo di testa sull'ultimo calcio d'angolo disponibile. Ai tempi supplementari, e con l'inerzia della partita a favore, il gol di Chevantón regala il passaggio del turno alla squadra di Ramos. Ai quarti gli inglesi del Tottenham vengono eliminati con un aggregato totale di 4-3 nel doppio confronto. In semifinale i connazionali dell'Osasuna, dopo aver vinto 1-0 a Pamplona, vengono battuti 2-0 a Siviglia con i gol di Luís Fabiano e Renato. I Rojiblancos raggiungono per la seconda volta consecutiva la finale della competizione.

### Tabella riassuntiva del percorso
Note: In ogni risultato sottostante, il punteggio della finalista è menzionato per primo. (C: Casa; T: Trasferta)
| Squadra        | Pt | G |
| -------------- | -- | - |
| Espanyol       | 12 | 4 |
| Ajax           | 7  | 4 |
| Zulte Waregem  | 6  | 4 |
| Sparta Praga   | 4  | 4 |
| Austria Vienna | 0  | 4 |

| Squadra        | Pt | G |
| -------------- | -- | - |
| AZ Alkmaar     | 10 | 4 |
| Siviglia       | 7  | 4 |
| Braga          | 6  | 4 |
| Slovan Liberec | 5  | 4 |
| Grasshoppers   | 0  | 4 |

## La partita
Espanyol e Siviglia si incontrano all'Hampden Park di Glasgow in una finale tutta spagnola con i catalani che cercano il primo trionfo in Coppa UEFA (dopo la finale persa ai rigori contro il Bayer Leverkusen nel 1988), mentre gli andalusi provano a difendere il titolo conquistato nella precedente edizione. A Glasgow è il Siviglia a partire forte, trovando il gol del vantaggio dopo 18' con Adriano, abile nel superare in velocità il difensore dei catalani David García e nell'insaccare in rete con un preciso tiro a giro di piatto. L'Espanyol trova il pareggio esattamente dieci minuti dopo con Albert Riera, che sul lato sinistro del campo salta Dani Alves, converge verso il centro dell'area e scocca il destro che, complice una deviazione dello stesso Alves, beffa l'estremo difensore dei Rojiblancos Andrés Palop. Dopo essere andate a riposo sull'1-1, le squadre rientrano in campo abbassando nettamente i ritmi rispetto alla prima frazione di gioco, complice l'espulsione del centrocampista dei Blanquiazules Moisés Hurtado per doppia ammonizione al 68'. Data l'espulsione di Hurtado e la conseguente chiusura in difesa dell'Espanyol, la gara si protrae ai tempi supplementari. Nel primo tempo supplementare il Siviglia trova il gol del sorpasso con Frédéric Kanouté, che al 105' anticipa Marc Torrejón e buca Gorka Iraizoz convertendo in rete il cross basso di Jesús Navas (subentrato nel secondo tempo regolamentare a Enzo Maresca). Rimasto in inferiorità numerica per quasi un'ora di gioco, l'Espanyol trova comunque la rete del 2-2 al 115' con il brasiliano Jônatas (entrato all'87' al posto di Iván de la Peña), che segna con un bellissimo e potente tiro di destro da fuori area. Dunque la partita si dilunga fino ai calci di rigore, dove a prevalere è il Siviglia per 3-1 grazie ad uno straordinario Palop, che para i penalty di Luis García, Jônatas e Torrejón (l'unico dei catalani a riuscire a trasformare il proprio rigore è Walter Pandiani, il quale sarà eletto capocannoniere della competizione con undici reti). Per gli andalusi segnano Kanouté, Ivica Dragutinović e Antonio Puerta, mentre Alves è l'unico che sbaglia calciando alto sopra la traversa.
Grazie a questa vittoria il Siviglia diventa la seconda squadra, dopo il Real Madrid nel 1985 e 1986, a vincere due Coppe UEFA consecutive. L'Espanyol, invece, perde la sua seconda finale di Coppa UEFA, ancora una volta ai rigori, ed eguaglia il record della Juventus stabilito all'epoca nella Coppa delle Fiere 1970-1971, perdendo il trofeo pur senza aver subìto alcuna sconfitta nell'arco del torneo.

## Tabellino
| Arbitro: | Massimo Busacca |

|                                  |                      |                                   |
| Riera 28’ Jônatas 115’           | Marcatori            | 18’ Adriano 105’ Kanouté          |
| García Pandiani Jônatas Torrejón | Tiri di rigore 1 – 3 | Kanouté Dragutinović Alves Puerta |

| Espanyol | Siviglia |

### Formazioni
| P                | 1  | Gorka Iraizoz    |          |     |
| D                | 8  | Pablo Zabaleta   |          |     |
| D                | 19 | Marc Torrejón    |          |     |
| D                | 21 | Daniel Jarque    |          |     |
| D                | 3  | David García     |          |     |
| C                | 22 | Moisés Hurtado   | 23’, 68’ |     |
| C                | 18 | Francisco Rufete | 56’      |     |
| C                | 11 | Albert Riera     |          |     |
| C                | 9  | Iván de la Peña  |          | 87’ |
| A                | 10 | Luis García      |          |     |
| A                | 23 | Raúl Tamudo      | 73’      |     |
| A disposizione:  |    |                  |          |     |
| P                | 25 | Carlos Kameni    |          |     |
| D                | 4  | Jesús Lacruz     | 73’      |     |
| D                | 30 | Javi Chica       |          |     |
| C                | 6  | Eduardo Costa    |          |     |
| C                | 16 | Jônatas          | 87’      |     |
| A                | 7  | Walter Pandiani  | 56’      |     |
| A                | 20 | Coro             |          |     |
| Allenatore:      |    |                  |          |     |
| Ernesto Valverde |    |                  |          |     |

| P               | 1  | Andrés Palop       |      |     |
| D               | 4  | Dani Alves         |      |     |
| D               | 2  | Javi Navarro       |      |     |
| D               | 16 | Antonio Puerta     | 115’ |     |
| D               | 19 | Ivica Dragutinović |      |     |
| C               | 18 | José Luis Martí    |      |     |
| C               | 8  | Christian Poulsen  |      |     |
| C               | 6  | Adriano            |      | 76’ |
| C               | 25 | Enzo Maresca       |      | 46’ |
| A               | 12 | Frédéric Kanouté   | 82’  |     |
| A               | 10 | Luís Fabiano       | 62’  | 64’ |
| A disposizione: |    |                    |      |     |
| P               | 13 | David Cobeño       |      |     |
| D               | 3  | David Castedo      |      |     |
| D               | 20 | Aitor Ocio         |      |     |
| C               | 11 | Renato             |      | 76’ |
| C               | 15 | Jesús Navas        |      | 46’ |
| A               | 7  | Javier Chevantón   |      |     |
| A               | 9  | Aleksandr Keržakov |      | 64’ |
| Allenatore:     |    |                    |      |     |
| Juande Ramos    |    |                    |      |     |